# Natation sportive aux Championnats d'Europe de natation 2010
Quarante épreuves de natation sportive sont organisées dans le cadre des Championnats d'Europe de natation 2010. L'ensemble des compétitions, qui voient la participation de 591 nageurs, se déroule au sein du Complexe aquatique Alfréd Hajós sur l'île Marguerite à Budapest. Depuis l'interdiction des combinaisons effective au 1er janvier 2010, cette compétition est le premier grand championnat international élite organisé sans ces tenues à l'origine de nombreux records du monde entre 2008 et 2010.

## Tableau des médailles
| Rang  | Nation      | Or | Argent | Bronze | Total |
| ----- | ----------- | -- | ------ | ------ | ----- |
| 1     | France      | 8  | 7      | 6      | 21    |
| 2     | Russie      | 7  | 4      | 1      | 12    |
| 3     | Royaume-Uni | 6  | 6      | 6      | 18    |
| 4     | Hongrie     | 6  | 4      | 3      | 13    |
| 5     | Suède       | 3  | 3      | 4      | 10    |
| 6     | Allemagne   | 2  | 5      | 2      | 9     |
| 7     | Danemark    | 2  | 2      | 2      | 6     |
| 8     | Italie      | 2  | 0      | 4      | 6     |
| 9     | Norvège     | 1  | 2      | 0      | 3     |
| 10    | Biélorussie | 1  | 1      | 0      | 2     |
| 11    | Espagne     | 1  | 0      | 3      | 4     |
| 12    | Pologne     | 1  | 0      | 1      | 2     |
| 13    | Pays-Bas    | 0  | 2      | 4      | 6     |
| 14    | Autriche    | 0  | 2      | 0      | 2     |
| 15    | Îles Féroé  | 0  | 1      | 0      | 1     |
| -     | Irlande     | 0  | 1      | 0      | 1     |
| -     | Roumanie    | 0  | 1      | 0      | 1     |
| 18    | Israël      | 0  | 0      | 2      | 2     |
| 19    | Grèce       | 0  | 0      | 1      | 1     |
| Total | Total       | 40 | 41     | 39     | 120   |

## Records battus
Trente-et-un records des championnats sont battus à l'occasion de la semaine de compétition. Ces records concernent dix-neuf des quarante épreuves organisées. Un seul record d'Europe est amélioré. Il est l'œuvre du Français Camille Lacourt sur 100 m dos.
| RE | RC | Épreuve                                   | Nageur / Nageuse                                                          | Temps         | Jour    |
| -- | -- | ----------------------------------------- | ------------------------------------------------------------------------- | ------------- | ------- |
|    | ✔️ | 100 m dos messieurs (séries)              | Camille Lacourt (FRA)                                                     | 53 s 27       | 9 août  |
|    | ✔️ | 4 × 100 m nage libre messieurs (séries)   | France Amaury Leveaux Boris Steimetz William Meynard Fabien Gilot         | 3 min 13 s 12 | 9 août  |
|    | ✔️ | 50 m papillon dames (demi-finales)        | Therese Alshammar (SWE)                                                   | 25 s 50       | 9 août  |
|    | ✔️ | 100 m dos messieurs (demi-finales)        | Camille Lacourt (FRA)                                                     | 52 s 58       | 9 août  |
|    | ✔️ | 400 m quatre nages dames (finale)         | Hannah Miley (GBR)                                                        | 4 min 33 s 09 | 9 août  |
|    | ✔️ | 100 m brasse messieurs (demi-finales)     | Alexander Dale Oen (NOR)                                                  | 59 s 29       | 9 août  |
|    | ✔️ | 4 × 100 m nage libre messieurs (finale)   | Russie Evgeny Lagunov Andrey Grechin Nikita Lobintsev Danila Izotov       | 3 min 12 s 46 | 9 août  |
| ✔️ | ✔️ | 100 m dos messieurs (finale)              | Camille Lacourt (FRA)                                                     | 52 s 11       | 10 août |
|    | ✔️ | 100 m brasse messieurs (finale)           | Alexander Dale Oen (NOR)                                                  | 59 s 20       | 10 août |
|    | ✔️ | 100 m brasse dames (demi-finales)         | Yuliya Efimova (RUS)                                                      | 1 min 6 s 80  | 10 août |
|    | ✔️ | 200 m quatre nages dames (demi-finales)   | Camille Muffat (FRA)                                                      | 2 min 10 s 92 | 11 août |
|    | ✔️ | 100 m brasse dames (finale)               | Yuliya Efimova (RUS)                                                      | 1 min 6 s 32  | 11 août |
|    | ✔️ | 200 m quatre nages messieurs (finale)     | László Cseh (HUN)                                                         | 1 min 57 s 73 | 11 août |
|    | ✔️ | 50 m dos messieurs (demi-finales)         | Camille Lacourt (FRA)                                                     | 24 s 30       | 11 août |
|    | ✔️ | 200 m quatre nages dames (finale)         | Katinka Hosszú (HUN)                                                      | 2 min 10 s 09 | 12 août |
|    | ✔️ | 200 m brasse messieurs (finale)           | Dániel Gyurta (HUN)                                                       | 2 min 8 s 95  | 12 août |
|    | ✔️ | 50 m dos messieurs (finale)               | Camille Lacourt (FRA)                                                     | 24 s 07       | 12 août |
|    | ✔️ | 800 m nage libre messieurs (finale)       | Sébastien Rouault (FRA)                                                   | 7 min 48 s 28 | 13 août |
|    | ✔️ | 200 m nage libre dames (demi-finales)     | Federica Pellegrini (ITA)                                                 | 1 min 56 s 53 | 13 août |
|    | ✔️ | 200 m brasse dames (finale)               | Anastasia Chaun (RUS)                                                     | 2 min 23 s 50 | 13 août |
|    | ✔️ | 50 m dos dames (demi-finales)             | Mercedes Peris Minguet (ESP)                                              | 28 s 04       | 13 août |
|    | ✔️ | 50 m dos dames (demi-finales)             | Aliaksandra Herasimenia (BLR)                                             | 27 s 98       | 13 août |
|    | ✔️ | 50 m brasse dames (séries)                | Yuliya Efimova (RUS)                                                      | 30 s 54       | 14 août |
|    | ✔️ | 50 m brasse dames (demi-finales)          | Yuliya Efimova (RUS)                                                      | 30 s 32       | 14 août |
|    | ✔️ | 100 m papillon messieurs (finale)         | Evgeny Korotyshkin (RUS)                                                  | 51 s 73       | 14 août |
|    | ✔️ | 200 m nage libre dames (finale)           | Federica Pellegrini (ITA)                                                 | 1 min 55 s 45 | 14 août |
|    | ✔️ | 50 m nage libre messieurs (demi-finales)  | Frédérick Bousquet (FRA)                                                  | 21 s 36       | 14 août |
|    | ✔️ | 50 m dos dames (finale)                   | Aliaksandra Herasimenia (BLR)                                             | 27 s 64       | 14 août |
|    | ✔️ | 4 × 200 m nage libre messieurs (finale)   | Russie Nikita Lobintsev Danila Izotov Sergey Perunin Alexander Sukhorukov | 7 min 6 s 71  | 14 août |
|    | ✔️ | 50 m brasse dames (finale)                | Yuliya Efimova (RUS)                                                      | 30 s 29       | 15 août |
|    | ✔️ | 4 × 100 m quatre nages messieurs (finale) | France Camille Lacourt Hugues Duboscq Frédérick Bousquet Fabien Gilot     | 3 min 31 s 32 | 15 août |

## Résultats

### Nage libre
| Rang | Nageur                   | Temps   |
| ---- | ------------------------ | ------- |
| 1    | Frédérick Bousquet (FRA) | 21 s 49 |
| 2    | Stefan Nystrand (SWE)    | 21 s 69 |
| 3    | Fabien Gilot (FRA)       | 21 s 76 |
| 4    | Andrey Grechin (RUS)     | 22 s 09 |
| 5    | Luca Dotto (ITA)         | 22 s 14 |
| 6    | Steffen Deibler (GER)    | 22 s 24 |
| 7    | Marco Orsi (ITA)         | 22 s 26 |
| 8    | Simon Burnett (GBR)      | 22 s 38 |

| Rang | Nageuse                       | Temps   |
| ---- | ----------------------------- | ------- |
| 1    | Therese Alshammar (SWE)       | 24 s 45 |
| 2    | Hinkelien Schreuder (NED)     | 24 s 66 |
| 3    | Francesca Halsall (GBR)       | 24 s 67 |
| 4    | Dorothea Brandt (GER)         | 24 s 71 |
| 5    | Aliaksandra Herasimenia (BLR) | 24 s 82 |
| 6    | Jeanette Ottesen (DEN)        | 24 s 96 |
| 7    | Triin Aljand (EST)            | 25 s 38 |
| 8    | Oxana Serikova (UKR)          | 25 s 44 |

| Rang | Nageur                      | Temps   |
| ---- | --------------------------- | ------- |
| 1    | Alain Bernard (FRA)         | 48 s 49 |
| 2    | Evgeny Lagunov (RUS)        | 48 s 52 |
| 3    | William Meynard (FRA)       | 48 s 56 |
| 4    | Filippo Magnini (ITA)       | 48 s 67 |
| 5    | Andrey Grechin (RUS)        | 48 s 69 |
| 6    | Sebastiaan Verschuren (NED) | 48 s 82 |
| 6    | Stefan Nystrand (SWE)       | 48 s 82 |
| 8    | Luca Dotto (ITA)            | 49 s 05 |

| Rang | Nageuse                       | Temps   |
| ---- | ----------------------------- | ------- |
| 1    | Francesca Halsall (GBR)       | 53 s 58 |
| 2    | Aliaksandra Herasimenia (BLR) | 53 s 82 |
| 3    | Femke Heemskerk (NED)         | 54 s 12 |
| 4    | Sarah Sjöström (SWE)          | 54 s 16 |
| 5    | Evelyn Verrasztó (HUN)        | 54 s 33 |
| 6    | Josefin Lillhage (SWE)        | 54 s 84 |
| 7    | Daniela Schreiber (GER)       | 55 s 11 |
| 8    | Katarzyna Wilk (POL)          | 55 s 15 |

| Rang | Nageur                      | Temps         |
| ---- | --------------------------- | ------------- |
| 1    | Paul Biedermann (GER)       | 1 min 46 s 06 |
| 2    | Nikita Lobintsev (RUS)      | 1 min 46 s 51 |
| 3    | Sebastiaan Verschuren (NED) | 1 min 46 s 91 |
| 4    | Danila Izotov (RUS)         | 1 min 47 s 14 |
| 5    | Robbie Renwick (GBR)        | 1 min 47 s 60 |
| 6    | Gianluca Maglia (ITA)       | 1 min 47 s 96 |
| 7    | Dominik Meichtry (SUI)      | 1 min 48 s 05 |
| 8    | Glenn Surgeloose (BEL)      | 1 min 48 s 29 |

| Rang | Nageuse                      | Temps              |
| ---- | ---------------------------- | ------------------ |
| 1    | Federica Pellegrini (ITA)    | 1 min 55 s 45 (RC) |
| 2    | Silke Lippok (GER)           | 1 min 56 s 98      |
| 3    | Ágnes Mutina (HUN)           | 1 min 57 s 12      |
| 4    | Camille Muffat (FRA)         | 1 min 57 s 58      |
| 5    | Evelyn Verrasztó (HUN)       | 1 min 57 s 90      |
| 6    | Patricia Castro Ortega (ESP) | 1 min 58 s 29      |
| 7    | Femke Heemskerk (NED)        | 1 min 58 s 46      |
| 8    | Coralie Balmy (FRA)          | 1 min 58 s 78      |

| Rang | Nageur                   | Temps         |
| ---- | ------------------------ | ------------- |
| 1    | Yannick Agnel (FRA)      | 3 min 46 s 17 |
| 2    | Paul Biedermann (GER)    | 3 min 46 s 30 |
| 3    | Gergő Kis (HUN)          | 3 min 48 s 14 |
| 4    | Nikita Lobintsev (RUS)   | 3 min 48 s 46 |
| 5    | Sébastien Rouault (FRA)  | 3 min 48 s 84 |
| 6    | Robbie Renwick (GBR)     | 3 min 49 s 13 |
| 7    | Clemens Rapp (GER)       | 3 min 49 s 27 |
| 8    | Cesare Sciocchetti (ITA) | 3 min 51 s 54 |

| Rang | Nageuse                        | Temps         |
| ---- | ------------------------------ | ------------- |
| 1    | Rebecca Adlington (GBR)        | 4 min 04 s 55 |
| 2    | Ophélie-Cyrielle Étienne (FRA) | 4 min 05 s 40 |
| 3    | Lotte Friis (DEN)              | 4 min 07 s 10 |
| 4    | Camelia Potec (ROU)            | 4 min 07 s 81 |
| 5    | Joanne Jackson (GBR)           | 4 min 09 s 14 |
| 6    | Coralie Balmy (FRA)            | 4 min 09 s 72 |
| 7    | Erika Villaécija (ESP)         | 4 min 09 s 73 |
| 8    | Patricia Castro Ortega (ESP)   | 4 min 10 s 11 |

| Rang | Nageuse                    | Temps              |
| ---- | -------------------------- | ------------------ |
| 1    | Sébastien Rouault (FRA)    | 7 min 48 s 28 (RC) |
| 2    | Christian Kubusch (GER)    | 7 min 49 s 12      |
| 3    | Samuel Pizzetti (ITA)      | 7 min 49 s 94      |
| 4    | Gergő Kis (HUN)            | 7 min 51 s 93      |
| 5    | Pál Joensen (FRO)          | 7 min 53 s 11      |
| 6    | Federico Colbertaldo (ITA) | 7 min 54 s 84      |
| 7    | Mads Glæsner (DEN)         | 7 min 55 s 80      |
| 8    | Gergely Gyurta (HUN)       | 7 min 59 s 95      |

| Rang | Nageur                         | Temps         |
| ---- | ------------------------------ | ------------- |
| 1    | Lotte Friis (DEN)              | 8 min 23 s 27 |
| 2    | Ophélie-Cyrielle Étienne (FRA) | 8 min 24 s 00 |
| 3    | Federica Pellegrini (ITA)      | 8 min 24 s 99 |
| 4    | Grainne Murphy (IRL)           | 8 min 25 s 04 |
| 5    | Camelia Alina Potec (ROU)      | 8 min 26 s 81 |
| 6    | Erika Villaécija García (ESP)  | 8 min 27 s 07 |
| 7    | Rebecca Adlington (GBR)        | 8 min 27 s 48 |
| 8    | Eider Santamaria Marin (ESP)   | 8 min 42 s 62 |

| Rang | Nageur                     | Temps          |
| ---- | -------------------------- | -------------- |
| 1    | Sébastien Rouault (FRA)    | 14 min 55 s 17 |
| 2    | Pál Joensen (FRO)          | 14 min 56 s 90 |
| 3    | Samuel Pizzetti (ITA)      | 14 min 59 s 76 |
| 4    | Federico Colbertaldo (ITA) | 15 min 06 s 92 |
| 5    | Mateusz Sawrymowicz (POL)  | 15 min 12 s 28 |
| 6    | Anthony Pannier (FRA)      | 15 min 16 s 02 |
| 7    | Gergely Gyurta (HUN)       | 15 min 19 s 27 |
| 8    | Przemysław Stańczyk (POL)  | 15 min 24 s 26 |

| Rang | Nageuse                 | Temps          |
| ---- | ----------------------- | -------------- |
| 1    | Lotte Friis (DEN)       | 15 min 59 s 13 |
| 2    | Grainne Murphy (IRL)    | 16 min 02 s 29 |
| 3    | Erika Villaécija (ESP)  | 16 min 05 s 08 |
| 4    | Camelia Potec (ROU)     | 16 min 17 s 67 |
| 5    | Mariánna Lympertá (GRE) | 16 min 20 s 19 |
| 6    | Nina Dittrich (AUT)     | 16 min 23 s 63 |
| 7    | Tjaša Oder (SVN)        | 16 min 23 s 70 |
| 8    | Isabelle Haerle (GER)   | 16 min 24 s 45 |

### Dos
| Rang | Nageur                          | Temps        |
| ---- | ------------------------------- | ------------ |
| 1    | Camille Lacourt (FRA)           | 24 s 07 (RC) |
| 2    | Liam Tancock (GBR)              | 24 s 70      |
| 3    | Guy Barnea (ISR)                | 25 s 04      |
| 4    | Stefano Mauro Pizzamiglio (ITA) | 25 s 13      |
| 5    | Jérémy Stravius (FRA)           | 25 s 32      |
| 6    | Ľuboš Križko (SVK)              | 25 s 39      |
| 7    | Vitaly Borisov (RUS)            | 25 s 49      |
| 8    | Nick Driebergen (NED)           | 25 s 52      |

| Rang | Nageuse                       | Temps        |
| ---- | ----------------------------- | ------------ |
| 1    | Aliaksandra Herasimenia (BLR) | 27 s 64 (RC) |
| 2    | Daniela Samulski (GER)        | 27 s 99      |
| 3    | Mercedes Peris Minguet (ESP)  | 28 s 01      |
| 4    | Hinkelien Schreuder (NED)     | 28 s 36      |
| 5    | Theodóra Drákou (GRE)         | 28 s 61      |
| 6    | Ingvild Snildal (NOR)         | 28 s 69      |
| 7    | Alina Vats (UKR)              | 28 s 73      |
| 8    | Elena Gemo (ITA)              | 28 s 81      |

| Rang | Nageur                      | Temps            |
| ---- | --------------------------- | ---------------- |
| 1    | Camille Lacourt (FRA)       | 52 s 11 (RE, RC) |
| 2    | Jérémy Stravius (FRA)       | 53 s 44          |
| 3    | Liam Tancock (GBR)          | 53 s 86          |
| 4    | Stanislav Donets (RUS)      | 54 s 10          |
| 5    | Aristídis Grigoriádis (GRE) | 54 s 27          |
| 6    | Vitaly Borisov (RUS)        | 54 s 34          |
| 7    | Aschwin Wildeboer (ESP)     | 54 s 38          |
| 8    | Nick Driebergen (NED)       | 54 s 40          |

| Rang | Nageuse                      | Temps        |
| ---- | ---------------------------- | ------------ |
| 1    | Gemma Spofforth (GBR)        | 59 s 80      |
| 2    | Elizabeth Simmonds (GBR)     | 1 min 0 s 19 |
| 3    | Jenny Mensing (GER)          | 1 min 0 s 72 |
| 4    | Mercedes Peris Minguet (ESP) | 1 min 1 s 06 |
| 5    | Daniela Samulski (GER)       | 1 min 1 s 11 |
| 6    | Ingvild Snildal (NOR)        | 1 min 1 s 61 |
| 7    | Duane da Rocha (ESP)         | 1 min 1 s 73 |
| 8    | Sharon van Rouwendaal (NED)  | 1 min 1 s 79 |

| Rang | Nageur                    | Temps         |
| ---- | ------------------------- | ------------- |
| 1    | Stanislav Donets (RUS)    | 1 min 57 s 18 |
| 2    | Markus Rogan (AUT)        | 1 min 57 s 31 |
| 3    | Benjamin Stasiulis (FRA)  | 1 min 57 s 37 |
| 4    | Radosław Kawęcki (POL)    | 1 min 57 s 45 |
| 5    | Sebastiano Ranfagni (ITA) | 1 min 58 s 40 |
| 6    | Nick Driebergen (NED)     | 1 min 58 s 59 |
| 7    | Yannick Lebherz (GER)     | 1 min 58 s 87 |
| 8    | Éric Ress (FRA)           | 2 min 0 s 05  |

| Rang | Nageuse                     | Temps         |
| ---- | --------------------------- | ------------- |
| 1    | Elizabeth Simmonds (GBR)    | 2 min 7 s 04  |
| 2    | Gemma Spofforth (GBR)       | 2 min 8 s 25  |
| 3    | Duane da Rocha (ESP)        | 2 min 10 s 46 |
| 4    | Jenny Mensing (GER)         | 2 min 11 s 50 |
| 5    | Sharon van Rouwendaal (NED) | 2 min 11 s 56 |
| 6    | Alicja Tchórz (POL)         | 2 min 11 s 67 |
| 7    | Simona Baumrtová (CZE)      | 2 min 12 s 42 |
| 8    | Alexandra Putra (FRA)       | 2 min 14 s 01 |

### Brasse
| Rang | Nageur                     | Temps   |
| ---- | -------------------------- | ------- |
| 1    | Fabio Scozzoli (ITA)       | 27 s 38 |
| 2    | Dragoș Agache (ROU)        | 27 s 47 |
| 3    | Lennart Stekelenburg (NED) | 27 s 51 |
| 4    | Alexander Dale Oen (NOR)   | 27 s 55 |
| 5    | Robin van Aggele (NED)     | 27 s 66 |
| 6    | Emil Tahirovič (SVN)       | 27 s 76 |
| 7    | Damir Dugonjič (SVN)       | 27 s 80 |
| 8    | Barry Murphy (IRL)         | 27 s 99 |

| Rang | Nageuse                   | Temps        |
| ---- | ------------------------- | ------------ |
| 1    | Yuliya Efimova (RUS)      | 30 s 29 (RC) |
| 2    | Kate Haywood (GBR)        | 31 s 12      |
| 3    | Jennie Johansson (SWE)    | 31 s 24      |
| 4    | Moniek Nijhuis (NED)      | 31 s 41      |
| 5    | Kim Janssens (BEL)        | 31 s 74      |
| 6    | Caroline Ruhnau (GER)     | 31 s 84      |
| 7    | Valentina Artemyeva (RUS) | 31 s 93      |
| 8    | Rebecca Ejdervik (SWE)    | 32 s 18      |

| Rang | Nageur                     | Temps        |
| ---- | -------------------------- | ------------ |
| 1    | Alexander Dale Oen (NOR)   | 59 s 20 (RC) |
| 2    | Hugues Duboscq (FRA)       | 1 min 0 s 15 |
| 3    | Fabio Scozzoli (ITA)       | 1 min 0 s 41 |
| 4    | Dániel Gyurta (HUN)        | 1 min 0 s 64 |
| 5    | Giedrius Titenis (LTU)     | 1 min 0 s 87 |
| 6    | Lennart Stekelenburg (NED) | 1 min 1 s 01 |
| 7    | Hendrik Feldwehr (GER)     | 1 min 1 s 28 |
| 8    | Igor Borysik (UKR)         | 1 min 1 s 31 |

| Rang | Nageuse                     | Temps              |
| ---- | --------------------------- | ------------------ |
| 1    | Yuliya Efimova (RUS)        | 1 min 06 s 32 (RC) |
| 2    | Rikke Møller Pedersen (DEN) | 1 min 07 s 36      |
| 2    | Jennie Johansson (SWE)      | 1 min 07 s 36      |
| 4    | Joline Hoestman (SWE)       | 1 min 07 s 98      |
| 5    | Sarah Poewe (GER)           | 1 min 08 s 60      |
| 6    | Caroline Ruhnau (GER)       | 1 min 08 s 68      |
| 7    | Michela Guzzetti (ITA)      | 1 min 08 s 70      |
| 8    | Anastasia Chaun (RUS)       | 1 min 09 s 19      |

| Rang | Nageur                   | Temps              |
| ---- | ------------------------ | ------------------ |
| 1    | Dániel Gyurta (HUN)      | 2 min 08 s 95 (RC) |
| 2    | Alexander Dale Oen (NOR) | 2 min 09 s 68      |
| 3    | Hugues Duboscq (FRA)     | 2 min 11 s 03      |
| 4    | Grigory Falko (RUS)      | 2 min 11 s 70      |
| 5    | Laurent Carnol (LUX)     | 2 min 11 s 93      |
| 6    | Edoardo Giorgetti (ITA)  | 2 min 11 s 99      |
| 7    | Marco Koch (GER)         | 2 min 12 s 14      |
| 8    | Akos Molnar (HUN)        | 2 min 12 s 76      |

| Rang | Nageuse                     | Temps              |
| ---- | --------------------------- | ------------------ |
| 1    | Anastasia Chaun (RUS)       | 2 min 23 s 50 (RC) |
| 2    | Sara Nordenstram (NOR)      | 2 min 24 s 42      |
| 3    | Rikke Møller Pedersen (DEN) | 2 min 24 s 99      |
| 4    | Joline Hoestman (SWE)       | 2 min 26 s 00      |
| 5    | Tanja Šmid (SVN)            | 2 min 27 s 73      |
| 6    | Chiara Boggiatto (ITA)      | 2 min 28 s 61      |
| 7    | Stacey Tadd (GBR)           | 2 min 28 s 64      |
| 8    | Nadja Higl (SRB)            | 2 min 29 s 60      |

### Papillon
| Rang | Nageur                   | Temps   |
| ---- | ------------------------ | ------- |
| 1    | Rafael Muñoz (ESP)       | 23 s 17 |
| 2    | Frédérick Bousquet (FRA) | 23 s 41 |
| 3    | Evgeny Korotyshkin (RUS) | 23 s 43 |
| 4    | Steffen Deibler (GER)    | 23 s 63 |
| 5    | Mario Todorović (CRO)    | 23 s 68 |
| 6    | Joeri Verlinden (NED)    | 23 s 77 |
| 7    | Jakob Andkjær (DEN)      | 23 s 78 |
| 8    | Ivan Lenđer (SRB)        | 23 s 94 |

| Rang | Nageuse                   | Temps   |
| ---- | ------------------------- | ------- |
| 1    | Therese Alshammar (SWE)   | 25 s 63 |
| 2    | Jeanette Ottesen (DEN)    | 25 s 69 |
| 3    | Mélanie Henique (FRA)     | 26 s 09 |
| 4    | Sarah Sjöström (SWE)      | 26 s 14 |
| 5    | Triin Aljand (EST)        | 26 s 25 |
| 6    | Hinkelien Schreuder (NED) | 26 s 27 |
| 7    | Ingvild Snildal (NOR)     | 26 s 36 |
| 8    | Amit Ivri (ISR)           | 26 s 53 |

| Rang | Nageur                   | Temps        |
| ---- | ------------------------ | ------------ |
| 1    | Evgeny Korotyshkin (RUS) | 51 s 73 (RC) |
| 2    | Joeri Verlinden (NED)    | 51 s 82      |
| 3    | Konrad Czerniak (POL)    | 52 s 16      |
| 4    | Lars Frölander (SWE)     | 52 s 24      |
| 5    | Nikolay Skvortsov (RUS)  | 52 s 25      |
| 6    | Paweł Korzeniowski (POL) | 52 s 38      |
| 7    | Peter Mankoč (SVN)       | 52 s 39      |
| 8    | Antony James (GBR)       | 52 s 67      |

| Rang | Nageuse                     | Temps   |
| ---- | --------------------------- | ------- |
| 1    | Sarah Sjöström (SWE)        | 57 s 32 |
| 2    | Francesca Halsall (GBR)     | 57 s 40 |
| 3    | Therese Alshammar (SWE)     | 57 s 80 |
| 4    | Jeanette Ottesen (DEN)      | 58 s 21 |
| 5    | Amit Ivri (ISR)             | 58 s 73 |
| 6    | Aurore Mongel (FRA)         | 58 s 79 |
| 6    | Eszter Dara (HUN)           | 58 s 79 |
| 8    | Sara Freitas Oliveira (POR) | 59 s 04 |

| Rang | Nageur                     | Temps         |
| ---- | -------------------------- | ------------- |
| 1    | Paweł Korzeniowski (POL)   | 1 min 55 s 00 |
| 2    | Nikolay Skvortsov (RUS)    | 1 min 56 s 13 |
| 3    | Ioánnis Drymonákos (GRE)   | 1 min 57 s 10 |
| 4    | Dinko Jukić (AUT)          | 1 min 57 s 71 |
| 5    | Marcin Cieślak (POL)       | 1 min 57 s 93 |
| 6    | Maxim Ganikhin (RUS)       | 1 min 58 s 38 |
| 7    | Nicolo Beni (ITA)          | 1 min 58 s 67 |
| 8    | Stefanos Dimitriadis (GRE) | 1 min 59 s 70 |

| Rang | Nageuse                   | Temps        |
| ---- | ------------------------- | ------------ |
| 1    | Katinka Hosszú (HUN)      | 2 min 6 s 71 |
| 2    | Zsuzsanna Jakabos (HUN)   | 2 min 7 s 06 |
| 3    | Ellen Gandy (GBR)         | 2 min 7 s 54 |
| 4    | Mireia Belmonte (ESP)     | 2 min 8 s 30 |
| 5    | Aurore Mongel (FRA)       | 2 min 8 s 87 |
| 6    | Franziska Hentke (GER)    | 2 min 9 s 01 |
| 7    | Caterina Giacchetti (ITA) | 2 min 9 s 28 |
| 8    | Anja Klinar (SVN)         | 2 min 9 s 44 |

### Quatre nages
| Rang | Nageur                  | Temps              |
| ---- | ----------------------- | ------------------ |
| 1    | László Cseh (HUN)       | 1 min 57 s 73 (RC) |
| 2    | Markus Rogan (AUT)      | 1 min 58 s 03      |
| 3    | Joe Roebuck (GBR)       | 1 min 59 s 46      |
| 4    | Gal Nevo (ISR)          | 1 min 59 s 83      |
| 5    | Simon Sjödin (SWE)      | 2 min 0 s 11       |
| 6    | Dávid Verrasztó (HUN)   | 2 min 0 s 72       |
| 7    | Marcin Tarczyński (POL) | 2 min 0 s 81       |
| 8    | Markus Deibler (GER)    | 2 min 0 s 86       |

| Rang | Nageuse                | Temps              |
| ---- | ---------------------- | ------------------ |
| 1    | Katinka Hosszú (HUN)   | 2 min 10 s 09 (RC) |
| 2    | Evelyn Verrasztó (HUN) | 2 min 10 s 10      |
| 3    | Hannah Miley (GBR)     | 2 min 10 s 89      |
| 4    | Camille Muffat (FRA)   | 2 min 12 s 04      |
| 5    | Mireia Belmonte (ESP)  | 2 min 12 s 21      |
| 6    | Lara Grangeon (FRA)    | 2 min 14 s 25      |
| 7    | Francesca Segat (ITA)  | 2 min 15 s 08      |
| 8    | Louise Jansen (DEN)    | 2 min 17 s 37      |

| Rang | Nageur                   | Temps         |
| ---- | ------------------------ | ------------- |
| 1    | László Cseh (HUN)        | 4 min 10 s 95 |
| 2    | Dávid Verrasztó (HUN)    | 4 min 12 s 96 |
| 3    | Gal Nevo (ISR)           | 4 min 15 s 10 |
| 4    | Luca Marin (ITA)         | 4 min 15 s 47 |
| 5    | Yannick Lebherz (GER)    | 4 min 15 s 72 |
| 6    | Alexander Tikhonov (RUS) | 4 min 17 s 36 |
| 7    | Carlos Vives (ESP)       | 4 min 18 s 27 |
| 8    | Ioánnis Drymonákos (GRE) | 4 min 18 s 35 |

| Rang | Nageuse                 | Temps              |
| ---- | ----------------------- | ------------------ |
| 1    | Hannah Miley (GBR)      | 4 min 33 s 09 (RC) |
| 2    | Katinka Hosszú (HUN)    | 4 min 36 s 43      |
| 3    | Zsuzsanna Jakabos (HUN) | 4 min 37 s 92      |
| 4    | Anja Klinar (SVN)       | 4 min 38 s 13      |
| 5    | Yana Martynova (RUS)    | 4 min 42 s 50      |
| 6    | Sara Nordenstam (NOR)   | 4 min 43 s 00      |
| 7    | Grainne Murphy (IRL)    | 4 min 43 s 45      |
| 8    | Barbora Závadová (CZE)  | 4 min 45 s 24      |

### Relais
| Rang | Pays et nageurs | Temps              |
| ---- | --- | ------------------ |
| 1    | Russie Evgeny Lagunov (48 s 23) Andrey Grechin (48 s 38) Nikita Lobintsev (47 s 98) Danila Izotov (47 s 87)           | 3 min 12 s 46 (RC) |
| 2    | France Fabien Gilot (48 s 47) Yannick Agnel (48 s 23) William Meynard (47 s 89) Alain Bernard (48 s 70)               | 3 min 13 s 29      |
| 3    | Suède Stefan Nystrand (49 s 24) Lars Frölander (48 s 34) Robin Andreasson (49 s 18) Jonas Persson (48 s 31)           | 3 min 15 s 07      |
| 4    | Italie Filippo Magnini (48 s 72) Marco Orsi (48 s 49) Christian Galenda (48 s 81) Luca Leonardi (49 s 16)             | 3 min 15 s 18      |
| 5    | Allemagne Steffen Deibler (49 s 18) Markus Deibler (48 s 23) Stefan Herbst (49 s 50) Paul Biedermann (49 s 06)        | 3 min 15 s 97      |
| 6    | Hongrie Dominik Kozma (49 s 31) Krisztian Takacs (49 s 91) László Cseh (49 s 61) Balazs Makany (49 s 18)              | 3 min 18 s 01      |
| 7    | Belgique Jasper Aerents (50 s 02) Glenn Surgeloose (48 s 93) François Heersbrandt (50 s 09) Yoris Grandjean (49 s 08) | 3 min 18 s 12      |
| 8    | Royaume-Uni Simon Burnett (49 s 99) Liam Tancock (49 s 13) Grant Turner (49 s 71) Ross Davenport (49 s 48)            | 3 min 18 s 31      |

| Rang | Pays et nageuses | Temps         |
| ---- | --- | ------------- |
| 1    | Allemagne Daniela Samulski (54 s 91) Silke Lippok (53 s 78) Lisa Vitting (55 s 06) Daniela Schreiber (53 s 97)                | 3 min 37 s 72 |
| 2    | Royaume-Uni Amy Smith (54 s 48) Francesca Halsall (53 s 05) Jessica Sylvester (55 s 36) Joanne Jackson (55 s 68)              | 3 min 38 s 57 |
| 3    | Suède Josefin Lillhage (55 s 01) Therese Alshammar (54 s 09) Sarah Sjöström (53 s 77) Gabriella Fagundez (55 s 94)            | 3 min 38 s 81 |
| 4    | Hongrie Evelyn Verrasztó (54 s 40) Ágnes Mutina (54 s 26) Eszter Dara (54 s 73) Katinka Hosszú (55 s 59)                      | 3 min 38 s 98 |
| 5    | Russie Veronika Popova (54 s 99) Margarita Nesterova (53 s 80) Svetlana Fedulova (55 s 21) Daria Belyakina (55 s 06)          | 3 min 39 s 06 |
| 6    | Pays-Bas Saskia de Jonge (56 s 60) Ilse Kraayeveld (55 s 05) Elise Bouwens (54 s 89) Femke Heemskerk (52 s 93)                | 3 min 39 s 47 |
| 7    | France Camille Muffat (55 s 10) Aurore Mongel (54 s 97) Ophélie-Cyrielle Étienne (55 s 14) Coralie Balmy (54 s 96)            | 3 min 40 s 17 |
| 8    | Biélorussie Aleksandra Kovaleva (58 s 87) Svetlana Khokhlova (57 s 07) Yana Parakhouskaya (56 s 71) Yuliya Khitraya (56 s 25) | 3 min 48 s 90 |

| Rang | Pays et nageurs | Temps             |
| ---- | --- | ----------------- |
| 1    | Russie Nikita Lobintsev (1 min 45 s 93) Danila Izotov (1 min 45 s 74) Sergey Perunin (1 min 47 s 98) Alexander Sukhorukov (1 min 47 s 06)     | 7 min 6 s 71 (RC) |
| 2    | Allemagne Paul Biedermann (1 min 45 s 47) Tim Wallburger (1 min 47 s 55) Robin Backhaus (1 min 48 s 28) Clemens Rapp (1 min 46 s 83)          | 7 min 8 s 13      |
| 3    | France Yannick Agnel (1 min 45 s 83) Clément Lefert (1 min 48 s 63) Antton Haramboure (1 min 49 s 80) Jérémy Stravius (1 min 45 s 44)         | 7 min 9 s 70      |
| 4    | Royaume-Uni Robbie Renwick (1 min 47 s 47) Ross Davenport (1 min 47 s 66) David Carry (1 min 47 s 23) Robert Bale (1 min 48 s 64)             | 7 min 11 s 0      |
| 5    | Italie Gianluca Maglia (1 min 48 s 46) Marco Belotti (1 min 49 s 23) Damiano Lestingi (1 min 49 s 08) Filippo Magnini (1 min 47 s 73)         | 7 min 14 s 50     |
| 6    | Pays-Bas Joost Reijns (1 min 50 s 30) Sebastiaan Verschuren (1 min 46 s 36) Bas van Velthoven (1 min 50 s 26) Stefan de Die (1 min 49 s 95)   | 7 min 16 s 87     |
| 7    | Belgique Dieter Dekoninck (1 min 50 s 59) Glenn Surgeloose (1 min 48 s 09) Axel Vandevelde (1 min 51 s 03) Pholien Systermans (1 min 50 s 25) | 7 min 19 s 96     |
| 8    | Pologne Paweł Korzeniowski (1 min 48 s 93) Przemysław Stańczyk (1 min 50 s 91) Łukasz Gąsior (1 min 51 s 81) Paweł Rurak (1 min 51 s 06)      | 7 min 22 s 71     |

| Rang | Pays et nageuses | Temps         |
| ---- | --- | ------------- |
| 1    | Hongrie Ágnes Mutina (1 min 57 s 24) Eszter Dara (1 min 59 s 88) Katinka Hosszú (1 min 58 s 60) Evelyn Verrasztó (1 min 56 s 77)            | 7 min 52 s 49 |
| 2    | France Coralie Balmy (1 min 58 s 53) Ophélie-Cyrielle Étienne (1 min 57 s 21) Margaux Farrell (2 min 0 s 04) Camille Muffat (1 min 56 s 91) | 7 min 52 s 69 |
| 3    | Royaume-Uni Rebecca Adlington (2 min 0 s 29) Carlin Jazmin (1 min 57 s 85) Hannah Miley (1 min 58 s 90) Joanne Jackson (1 min 58 s 25)      | 7 min 55 s 29 |
| 4    | Allemagne Silke Lippok (1 min 58 s 65) Franziska Jansen (2 min 0 s 23) Nina Schiffer (2 min 0 s 91) Daniela Schreiber (1 min 58 s 34)       | 7 min 58 s 13 |
| 5    | Russie Veronika Popova (1 min 59 s 36) Daria Belyakina (2 min 0 s 65) Victoria Malyutina (1 min 59 s 93) Elena Sokolova (1 min 59 s 17)     | 7 min 59 s 11 |
| 6    | Suède Gabriella Fagundez (2 min 0 s 78) Sarah Sjöström (1 min 56 s 70) Petra Granlund (2 min 2 s 58) Josefin Lillhage (2 min 0 s 09)        | 8 min 0 s 15  |
| 7    | Slovénie Sara Isakovič (1 min 59 s 44) Anja Klinar (1 min 59 s 74) Nina Cesar (2 min 1 s 39) Ursa Bezan (2 min 5 s 56)                      | 8 min 6 s 13  |
| 8    | Autriche Joerdis Steinegger (2 min 1 s 59) Verena Klocher (2 min 3 s 79) Birgit Koschischek (2 min 3 s 32) Nina Dittrich (2 min 2 s 06)     | 8 min 10 s 76 |

| Rang | Pays et nageurs | Temps                     |
| ---- | --- | ------------------------- |
| 1    | France Camille Lacourt (52 s 46) Hugues Duboscq (59 s 67) Frédérick Bousquet (51 s 84) Fabien Gilot (47 s 35)                             | 3 min 31 s 32 (RC)        |
| 2    | Russie Stanislav Donets (54 s 19) Roman Sludnov (59 s 97) Evgeny Korotyshkin (51 s 27) Evgeny Lagunov (47 s 86)                           | 3 min 33 s 29             |
| 3    | Pays-Bas Nick Driebergen (54 s 48) Lennart Stekelenburg (1 min 0 s 79) Joeri Verlinden (51 s 40) Sebastiaan Verschuren (47 s 32)          | 3 min 33 s 99             |
| 4    | Royaume-Uni Liam Tancock (54 s 33) Kristopher Gilchrist (1 min 0 s 72) James Antony (52 s 42) Simon Burnett (48 s 07)                     | 3 min 35 s 74             |
| 5    | Italie Mirco Di Tora (55 s 03) Fabio Scozzoli (1 min 0 s 22) Stefano Mauro Pizzamiglio (53 s 39) Filippo Magnini (47 s 97)                | 3 min 36 s 61             |
| 6    | Pologne Radosław Kawęcki (55 s 48) Sławomir Wolniak (1 min 2 s 05) Paweł Korzeniowski (52 s 34) Konrad Czerniak (48 s 70)                 | 3 min 38 s 57             |
| 7    | Hongrie Ádám Szilágyi (56 s 61) Dániel Gyurta (1 min 0 s 91) Péter Hős (52 s 46) Dominik Kozma (48 s 75)                                  | 3 min 38 s 73             |
| —    | Allemagne Stefan Herbst (55 s 30) Hendrik Feldwehr (1 min 0 s 37) Steffen Deibler (52 s 00) Markus Deibler (départ volé pour 7 centièmes) | Disqualifié 3 min 35 s 38 |

| Rang | Pays et nageuses | Temps                     |
| ---- | --- | ------------------------- |
| 1    | Royaume-Uni Gemma Spofforth (1 min 0 s 39) Kate Haywood (1 min 7 s 50) Francesca Halsall (57 s 46) Amy Smith (54 s 37)          | 3 min 59 s 72             |
| 2    | Suède Henriette Stenkvist (1 min 1 s 96) Joline Hoestman (1 min 7 s 69) Therese Alshammar (57 s 80) Sarah Sjöström (53 s 73)    | 4 min 1 s 18              |
| 3    | Allemagne Jenny Mensing (1 min 1 s 76) Caroline Ruhnau (1 min 8 s 06) Daniela Samulski (59 s 26) Silke Lippok (54 s 14)         | 4 min 3 s 22              |
| 4    | Danemark Pernille Larsen (1 min 2 s 37) Rikke Møller Pedersen (1 min 8 s 24) Jeanette Ottesen (57 s 54) Louise Jansen (56 s 66) | 4 min 4 s 81              |
| 5    | Italie Elena Gemo (1 min 1 s 85) Chiara Boggiatto (1 min 8 s 73) Francesca Segat (59 s 41) Chiara Masini Luccetti (55 s 54)     | 4 min 5 s 53              |
| 6    | France Alexandra Putra (1 min 3 s 26) Sophie de Ronchi (1 min 8 s 99) Aurore Mongel (59 s 79) Camille Muffat (54 s 72)          | 4 min 6 s 76              |
| 7    | Belgique Jasmijn Verhaegen (1 min 3 s 94) Elise Matthysen (1 min 9 s 51) Kimberly Buys (59 s 82) Annelies de Mare (56 s 06)     | 4 min 9 s 33              |
| —    | Russie Maria Gromova (1 min 1 s 81) Yuliya Efimova (départ volé pour 12 centièmes) Irina Bespalova Margarita Nesterova          | Disqualifié 3 min 59 s 39 |